# Metrioxenoides pusillus
Metrioxenoides pusillus là một loài bọ cánh cứng trong họ Nemonychidae. Loài này được Gratshev, Zherikhin, Jarzembowski miêu tả khoa học đầu tiên năm 1998.